# エンデサ
エンデサ（Endesa, S.A.）はスペイン・マドリードに本社を置く大手エネルギー会社。スペイン最大の電力会社であり、エンデサ、イベルドローラ（ビルバオ）、ナトゥルジー（バルセロナ）というスペイン三大電力会社で国内の電力市場の90%を占めている。またガス事業・水道事業も行っている。マドリード証券取引所に上場しており、スペインを代表する大企業としてIBEX 35指数の銘柄のひとつにも選ばれている。2007年にイタリアの電力会社エネルがエンデサを買収しており、2022年現在エンデサの株式のうち70%をエネルが保有している。
エンデサは原子力発電、火力発電、水力発電によりスペイン国内で1,000万人以上に電力を供給しているほか、イタリア、フランス、ポルトガル、モロッコ、チリ、アルゼンチン、コロンビア、ペルー、ブラジル、ドミニカ共和国でも電力事業を行い、スペイン国外では1,000万人の顧客をもつ。
2004年末でエンデサは世界の2,220万人に電力を供給しており、スペインの天然ガス会社や通信事業会社も傘下におく。

## エンデサの発足と電力自由化
エンデサの前身となる国営電力会社（Empresa Nacional de Electricidad, S.A.）は1944年11月18日にスペイン政府の国営持株会社である産業公社（INI, 英語版）の98%出資で発足し、翌1945年に初の事業としてコンポスティリャ火力発電所の建設を開始した。
国有のINIが支配権を有していたため、官僚主義的な非効率性と民間や外資からの調達ができないという問題を抱えていたが、1950年代後半の経済危機を受け、独立採算制の導入など自由化が進められた。1960年代から1970年代にかけて、政府はINIを能率的にするため様々な改革を試み、1970年に社長に就任したクラウディオ・ボアダは収益性を高め補助金への依存を下げる3年間の再編計画を決定した。しかし1970年代のスペインは鉄鋼危機(英語版)や石油危機など様々な経済危機に苦しみ、INIは救済事業として赤字企業の吸収を余儀なくされた。
1978年にINIの新社長ホセ・ミゲル・デ・ラ・リカは、議会の命令が無い限り政府から破綻企業の買収を要求されない権利を獲得し、不採算企業の持ち株を整理するなどの改革を進めた。1983年、INIの一層の効率化のため、エンデサは再編されることになる。以降INIは、Empresa Nacional Hidro-Electrica del Ribagorzana (ENHER)、General Europea S.A. (GESA)、Union Electrica de Canarias S.A. (UNELCO)、Empresa Nacional Electrica de Cordoba (ENECO) など、所有するすべての電力会社を次々にエンデサへ移管し、エンデサはスペイン最大の電力会社へと変貌を遂げた。
1988年、政府が所有していた株の25%が株式公開され証券取引所への上場がなされ、民営化プロセスが開始された。新電気事業法が制定された1997年と1998年にも株の株式公開が行われ、民間と政府が株を保有する民営企業となった。2000年、欧州連合による電力自由化の基準（2003年までに加盟各国は電力市場の33%を自由競争市場に移す）に合わせてスペインの電力市場の完全自由化が決まった。
スペインでは民営化とあわせて電気事業者の集中再編が進み、電力会社は2000年ごろまでにエンデサをトップとする四大企業に集約された。スペイン国外企業によるこれらの会社への買収が始まる中、エンデサは電力自由化が進むEU諸国や中南米諸国に進出し、各地の電力・水道・ガス企業を買収した。2004年にはフランスの電力会社SNET (Société nationale d'électricité et de thermique) を管理下におき、その後雇用の30%削減を行った。

## エンデサに対するM&A
しかし2006年以降、エンデサ自体がM&Aの対象となり、スペインのエネルギー事業を誰が握るかをめぐって政治問題に拡大している。まず2005年にバルセロナに本拠を置くスペイン最大のガス会社ガス・ナトゥラル（Gas Natural）が敵対的買収を仕掛け、次いでドイツのE.ON（エーオン）、イタリアのエネルが買収に名乗りを上げた。外国企業がスペインの電力の最大業者を傘下に置くことに対する経済ナショナリズムから来る反発がある一方、社会党の影響力の強いカタルーニャの企業の傘下になることを嫌う右派のエンデサ幹部やメディアはむしろドイツのE.ONの子会社になることを望んだ。2006年2月、スペイン政府は条件付でガス・ナトゥラルによる買収を認めたが、E.ONはさらに6兆円を超える巨額の買収金額を提示していた。しかし2007年4月、E.ONはエンデサ買収を断念、エネルとスペインの建設大手アクシオナが7兆円近くでエンデサを買収することとなった。これに対して欧州委員会はスペイン政府が自由化に逆行するさまざまな政策を行い、買収合戦に介入・関与し資本移動の自由を損ない欧州共同体競争法に違反したとして欧州司法裁判所に提訴している。
また大阪ガスが2010年にエンデサの100%子会社が保有するサグントLNG基地事業のうち20％を取得した。